# Velence
Velence – miasto w komitacie Fejér w północno-zachodnich Węgrzech, na północnym brzegu jeziora Velence. Ludność to 5241 mieszkańców (styczeń 2011), powierzchnia – 33,37 km², a gęstość zaludnienia – 157,1 os./km².
Velence posiada m.in.: ośrodek letniskowy, kąpielisko, tor kajakowy i muzeum rybołówstwa. Nazwa miasta – Velence znaczy po węgiersku „Wenecja” – pochodzi od weneckich rzemieślników, osiedlonych w tej okolicy przez króla Macieja Korwina.

## Współpraca
Miejscowość partnerska:
- Rosport-Mompach, Luksemburg